# Maximilian Philipp
Maximilian Philipp (Berlijn, 1 maart 1994) is een Duits voetballer die doorgaans als aanvaller speelt. Hij verruilde Dinamo Moskou in juli 2021 voor VfL Wolfsburg, dat hem in het voorgaande seizoen al huurde.

## Clubcarrière
Philipp speelde in de jeugd voor Hertha BSC, Tennis Borussia Berlin en Energie Cottbus. Hij tekende in 2012 bij SC Freiburg, waar hij in eerste instantie aansloot bij het tweede elftal. Philipp debuteerde op 5 april 2014 in het eerste, in de Bundesliga. Hij mocht uit bij VfB Stuttgart in de blessuretijd invallen voor Felix Klaus. Hij stond op 19 september 2014 voor het eerst in de basis, in een competitiewedstrijd thuis tegen Hertha BSC.

## Clubstatistieken
| Seizoen | Club              | Competitie    | Competitie | Competitie | Beker | Beker | Internationaal | Internationaal | Totaal | Totaal |
| Seizoen | Club              | Competitie    | Wed.       | Dlp.       | Wed.  | Dlp.  | Wed.           | Dlp.           | Wed.   | Dlp.   |
| ------- | ----------------- | ------------- | ---------- | ---------- | ----- | ----- | -------------- | -------------- | ------ | ------ |
| 2013/14 | SC Freiburg       | Bundesliga    | 1          | 0          | 0     | 0     | 0              | 0              | 1      | 0      |
| 2014/15 | SC Freiburg       | Bundesliga    | 24         | 1          | 3     | 0     | —              | —              | 27     | 1      |
| 2015/16 | SC Freiburg       | 2. Bundesliga | 31         | 8          | 2     | 0     | —              | —              | 33     | 8      |
| 2016/17 | SC Freiburg       | Bundesliga    | 25         | 9          | 2     | 0     | —              | —              | 27     | 9      |
| 2017/18 | Borussia Dortmund | Bundesliga    | 20         | 9          | 2     | 0     | 5              | 0              | 27     | 9      |
| 2018/19 | Borussia Dortmund | Bundesliga    | 18         | 1          | 3     | 1     | 2              | 0              | 23     | 2      |
| 2019/20 | Dinamo Moskou     | Premjer-Liga  | 20         | 8          | 1     | 0     | —              | —              | 21     | 8      |
| 2020/21 | Dinamo Moskou     | Premjer-Liga  | 7          | 1          | 0     | 0     | 1              | 0              | 8      | 1      |
| 2020/21 | → VfL Wolfsburg   | Bundesliga    | 24         | 6          | 2     | 0     | 0              | 0              | 26     | 6      |
| 2021/22 | VfL Wolfsburg     | Bundesliga    | 22         | 1          | 1     | 0     | 2              | 0              | 25     | 1      |
| 2022/23 | VfL Wolfsburg     | Bundesliga    | 3          | 0          | 0     | 0     | —              | —              | 3      | 0      |
| 2022/23 | → Werder Bremen   | Bundesliga    | 15         | 1          | 0     | 0     | —              | —              | 15     | 1      |
| 2023/24 | → SC Freiburg     | Bundesliga    | 1          | 1          | 0     | 0     | 0              | 0              | 1      | 1      |
| Totaal  | Totaal            | Totaal        | 211        | 46         | 16    | 1     | 10             | 0              | 237    | 47     |

Bijgewerkt t/m 26 augustus 2023

## Interlandcarrière
Philipp maakte deel uit van Duitsland –20 en Duitsland –21. Met het laatstgenoemde team won hij het EK –21 van 2017.

## Erelijst
| Competitie             |             |             |             |             |
| Competitie             | Aantal      | Jaren       |             |             |
| SC Freiburg            | SC Freiburg | SC Freiburg | SC Freiburg | SC Freiburg |
| ---------------------- | ----------- | ----------- | ----------- | ----------- |
| Kampioen 2. Bundesliga | 1x          | 2015/16     |             |             |
| Duitsland –21          |             |             |             |             |
| Europees kampioen –21  | 1x          | 2017        |             |             |